# Basta (Jordania)
Basta (en árabe: بسطة‎) es un yacimiento arqueológico del sur de Jordania, a 15 km al sureste de Petra. Debe su nombre al pueblo cercano de Basta. Las excavaciones realizadas desde 1987 han sacado a la luz un yacimiento del VIII milenio a. C. ocupado por cazadores, pastores y agricultores.
Basta se encuentra en la gobernación de Ma'an. En el borde de la meseta jordana, al igual que los yacimientos neolíticos de Beidha y 'Ain Ghazal, el yacimiento se encuentra a una altitud de 1420-1460 m.

## Periodo de ocupación
Basta fue construida en el VIII milenio a. C. durante el Neolítico precerámico B reciente (PPNB) y es contemporánea del cercano yacimiento de Ba'ja.
La inestabilidad climática puede explicar el abandono del yacimiento por sus habitantes a mediados del VIII milenio a. C.; restos de corrientes de lodo indican intensas precipitaciones en la zona en esta época. Posteriormente, el yacimiento fue reocupado hasta el (Neolítico cerámico PN).

## Medio ambiente
La presencia de un manantial perenne favoreció sin duda la elección del emplazamiento de Basta por las poblaciones neolíticas1. El marco ecológico es el de la estepa, donde evolucionan manadas de animales salvajes. Sin embargo, la proximidad de las estepas áridas no permite depender constantemente de los recursos que ofrece la agricultura pluvial.

## Arquitectura

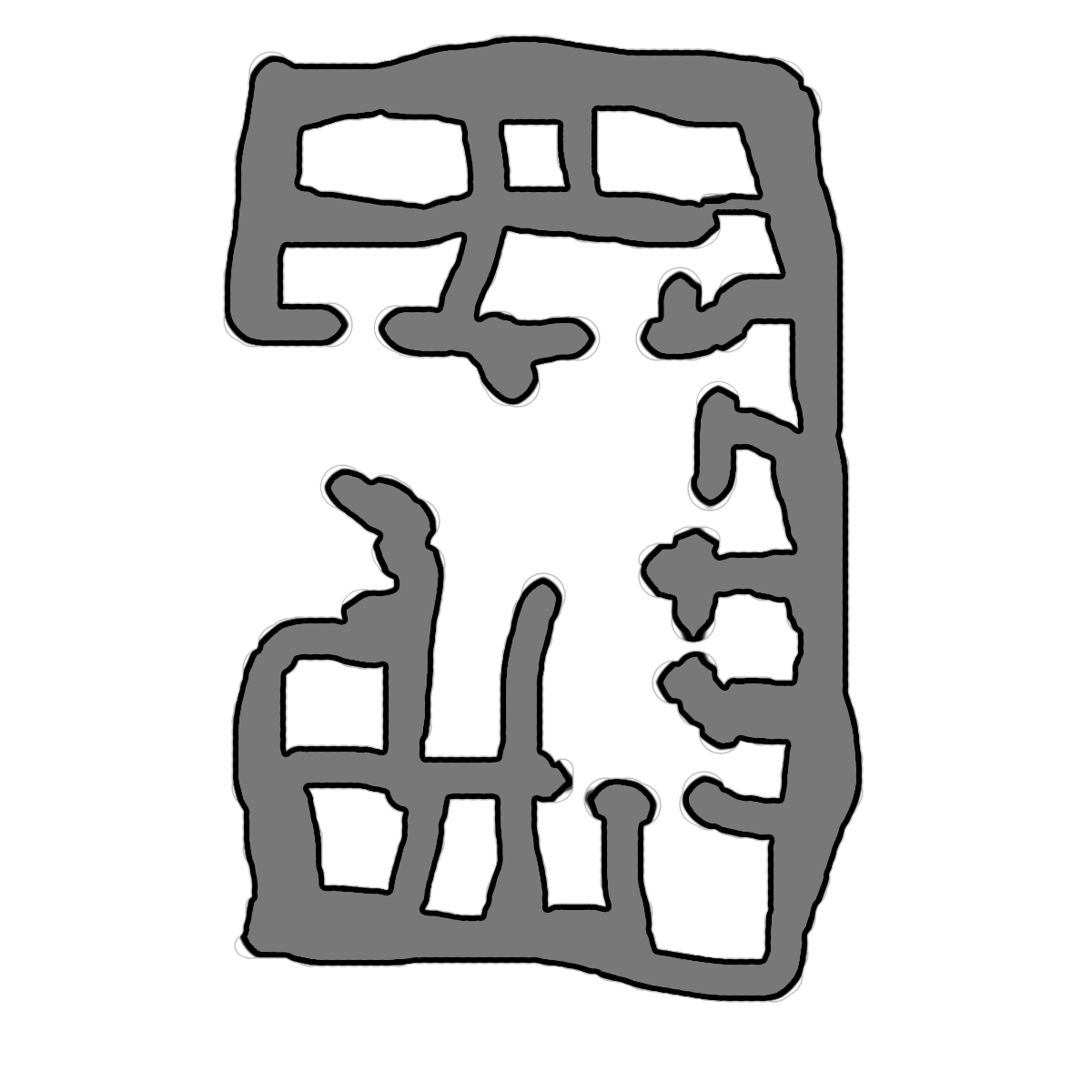
Planta de una casa típica con patio, Basta.

El poblado neolítico ocupa una superficie de 10 ha, lo que lo convierte en un gran yacimiento, un «megasitio». La superficie máxima en el Levante mediterráneo en la misma época era la de 'Ain Ghazal, que alcanza de 12 a 13 ha (350 casas, de 2000 a 2500 habitantes), también en Jordania.
Las casas están construidas en una ladera nivelada por grandes terrazas con muros de contención. Son de piedra y constan de varias celdas rectangulares de 2x3 metros que se comunican entre sí y rodean un espacio vacío (un patio). Para limitar los efectos de la humedad del suelo, los constructores crearon zócalos que reposan sobre un sistema de ventilación, hecho en canales paralelos, en lugar de los anteriores suelos pedregosos. La arquitectura no lleva las marcas de la diferenciación social.

## Artefactos
Dado que el poblado neolítico de Basta es anterior a la cerámica, los artefactos que ha proporcionado el yacimiento son de piedra y hueso. Las herramientas incluyen piedras de afilar, puntas de flecha de granito  —puntas llamadas de Biblos y Jericó—, y pequeñas puntas con pedúnculo y con aletas.
En el yacimiento se encontraron figurillas de animales (una gacela reclinada, una cabeza de bóvido y una cabeza de carnero) y cabezas humanas esquemáticas, así como una máscara de piedra. Por último, los brazaletes de piedra facetada se encuentran entre los artefactos notables de Basta.

## Intercambios económicos
Las evidencias arqueológicas sugieren que Basta formaba parte de una red de intercambio transregional. La aldea debió de exportar objetos de piedra tallada; las hojas de sílex (material procedente de un yacimiento local) se producían en cantidades que superaban las necesidades del pequeño asentamiento, y con toda probabilidad eran objeto de comercio.
Muchos objetos decorativos incorporan materiales importados:
- conchas y corales del Mar Rojo.[11]
- rocas verdes y trozos de filita, probablemente importados de Wadi Araba a 30-40 km.[11]
- hematitas, probablemente importadas de Petra.[11]

piedra turquesa de Wadi Maghara, en el suroeste del Sinaí, a 250 km de distancia.
- trozos de malaquita y limonita de Timna.[4]

Los rasgos arquitectónicos comunes con otros yacimientos neolíticos del sur de Jordania, como Ain Jammam y es-Safia, sugieren contactos entre estos asentamientos.

## Alimentación
Los restos faunísticos más abundantes son los de la cabra doméstica, seguida de la oveja. Los animales cazados fueron gacelas y équidos. Los habitantes cultivaban trigo farro; se han identificado dos zonas de almacenamiento. La agricultura permitió el crecimiento demográfico y la formación de grandes asentamientos como Basta.

## Sepulturas
En el yacimiento se han encontrado sepulturas y cráneos, pero en un número relativamente pequeño en comparación con el tamaño del poblado. La misma situación se da en otros yacimientos de Jordania, como 'Ain Ghazal y Beidha. Los investigadores suponen que los cementerios debían de estar situados fuera del asentamiento y aún no han sido descubiertos.

## El pueblo moderno
Tenía una población de 1491 habitantes en 2012. Albergó una importante guarnición otomana durante la Primera Guerra Mundial y la Rebelión árabe de 1916-1918.